# Caim

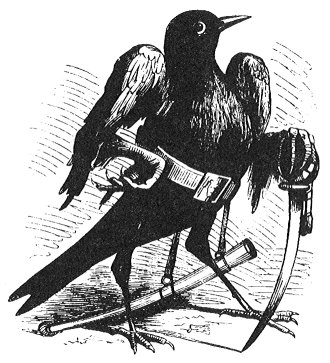
Caim în formă de pasăre așa cum este descris în Dictionnaire Infernal al lui Collin de Plancy, ediția din 1863.

În demonologie, Caim apare în Ars Goetia, prima parte din Lemegeton, ca un mare conducător (președinte) al Iadului, cu peste treizeci de legiuni de demoni sub comanda sa.
Caim este o interpretare gaelică a lui „Cain” din Biblie, care apare într-o variantă a genealogiei fantastice a lui Dardanus (fiul lui Zeus) din Troia.